# Trigonopterus johorensis
Trigonopterus johorensis – gatunek chrząszcza z rodziny ryjkowcowatych i podrodziny krytoryjków.
Gatunek ten opisany został po raz pierwszy w 2022 roku przez Alexandra Riedela na łamach „ZooKeys”. Jako miejsce typowe wskazano wodospady Kotta Tingi w malezyjskim stanie Johor. Epitet gatunkowy pochodzi od miejsca typowego.
Chrząszcz o ciele długości 2,9 mm, sklepionym, w zarysie prawie jajowatym ze słabym przewężeniem między przedpleczem a pokrywami, ubarwionym rdzawo. Epistom zaopatrzony jest w słabo widoczną, prawie kanciastą, poprzeczną listewkę. Ryjek zaopatrzony jest w parę listewek przyśrodkowych. Przedplecze jest gęsto i grubo punktowane oraz mikrosiateczkowane. Pokrywy mają wyraźne rzędy z małymi punktami, żeberkowate międzyrzędy (pierwszy, drugi i trzeci nabrzmiałe przed szczytem) oraz prawie ścięte wierzchołki. Tylna para odnóży ma na udach chropowatą powierzchnię grzbietową oraz przedwierzchołkową łatkę strydulacyjną. Wszystkie uda mają karbowane listewki przednio-brzuszne. Golenie mają przed nasadami ząbkowane krawędzie grzbietowe. Genitalia samca mają prącie o lekko rozbieżnych bokach, dużych sklerytach w kształcie kotwicy w części wierzchołkowej i dwufalistym z pośrodkowym wcięciem szczycie oraz przewód wytryskowy bez bulbusa.
Owad orientalny, endemiczny dla Malezji, znany tylko z lokalizacji typowej w stanie Johor. Znaleziony w ściółce na rzędnych 100 m n.p.m.